# Anathallis vasquezii
Anathallis vasquezii är en orkidéart som först beskrevs av Carlyle August Luer, och fick sitt nu gällande namn av Alec M. Pridgeon och Mark W. Chase. Anathallis vasquezii ingår i släktet Anathallis och familjen orkidéer. Inga underarter finns listade i Catalogue of Life.